# قهرمان جدید میبل
قهرمان جدید میبل (انگلیسی: Mabel's New Hero) یک فیلم صامت کمدی به کارگردانی جرج نیکولز و مک سنت است که در سال ۱۹۱۴ منتشر شد.

## بازیگران
- میبل نورماند
- راسکو آرباکل
- چارلز اینسلی
- ویرجینیا کارتلی
- چارلز آوری
- ادگار کندی
- هنک من
- نیک کاگلی
- پلیس‌های کی‌استون